# Виа Юлия
Виа Юлия (на латински: Via Julia) e название на римския военен път между Гюнцбург (Guntia) през Аугсбург (Augusta Vindelicorum) до Залцбург (Iuvavum).
Пътят пресича няколко реки като Лех, Ампер, Изар, Ин и други.
До 3 век е най-важна връзка между римските провинции Реция и Норик.
Запазени са 15 майли-камъни (miliarium) на император Септимий Север.